# 弘中麻紀
弘中 麻紀（ひろなか まき、1969年11月12日 - ）は、日本の女優。早稲田大学第一文学部卒業。体重48Kg。Me&Herコーポレーション所属。

## 出演

### テレビドラマ
NHK
- 派遣のオスカル（2009年） - 矢口純子 役
- あすか（1999年 - 2000年） - よしこ
- やけに弁の立つ弁護士が学校でほえる（2018年）
- 卒業タイムリミット（2022年） - 千葉千尋 役

日本テレビ
- ダーティ・ママ!（2012年） - 家政婦・多田 役
- GO HOME〜警視庁身元不明人相談室〜 第3話（2024年） - 山崎幸恵 役

TBS
- 月曜ミステリー劇場
  - 「自治会長・糸井緋芽子社宅の事件簿4」（2004年） - 石原久美子 役
- 天までとどけ（2001 - 2002年） - 力丸鈴子 役
- ケータイ刑事 銭形泪（2004年） - 鮭山明菜 役
- 美少女戦士セーラームーン（2004年） - 看護婦 ※CBC制作
- うちはステップファミリー（2005年） - 吉村慶子先生 役
- TAKE FIVE〜俺たちは愛を盗めるか〜（2013年） - 南祥子 役
- 名もなき毒（2013年） - エプロンさん 役
- こうのとりのゆりかご〜「赤ちゃんポスト」の6年間と救われた92の命の未来〜（2013年） - 水谷結の母 役
- 眠りの森（2014年） - 青木純子 役

フジテレビ
- SWEETデリバリー（2002年） - 井出素子 役
- マルサ!!東京国税局査察部（2003年） - 名波月子 役
- 救命病棟24時 第3シリーズ（2005年） - 加賀しのぶ 役
- マルモのおきて (2013年)
- 家族ゲーム（2013年） - 上川紗枝 役
- ほっとけない魔女たち（2014年） - 江藤孝美 役

テレビ朝日
- 土曜ワイド劇場
  - 「おかしな刑事3」（2006年） - 小鳩里奈 役
  - 「タクシードライバーの推理日誌25」（2009年） - 根本千鈴 役
  - 「内田康夫サスペンス・福原警部2」（2010年） - 宇野久子 役
- 安楽椅子探偵（2003年） - 歌田唱子 役
- おいしいごはん 鎌倉・春日井米店（2007年） - 望月女史 役
- 警視庁捜査一課9係
  - Season3（2008年） - 若村良美 役
  - Season8（2013年） - 千葉美佐江 役

テレビ東京
- ドクター調査班〜医療事故の闇を暴け〜（2016年） - 小池静子 役
- ヘッドハンター（2018年） - 川端妙子 役
- 月曜プレミア8 「越境捜査」（2020年） - 杉浦和子 役
- 弁護士ソドム 第1話（2023年） - 菊池千佳 役
- ハイエナ (テレビドラマ)（2023年） - 大野文乃 役

### 吹き替え
- 名探偵モンク1

### 映画
- たどんとちくわ（1998年） - 茜
- のど自慢（1999年） - 小林佳織 役
- ガメラ3 邪神覚醒（1999年）
- 真夜中まで（2001年）
- コドモのコドモ（2008年） - 真由の母 役

### 舞台
- キレイをつなぐ物語（2025年）[2]
- かこちゃんの後悔（2025年上演予定）[3]
- お梅は呪いたい（2026年上演予定）[4]